# فتح المتعال في مدح النعال
فتح المتعال في مدح النعال، كتاب للمؤلف العالم المقري التلمساني، كتبه في مصر عام 1020 هـ، وجمع فيه كل ما كتب في موضوع نعل النبي محمد، فجمع كل ما يتعلق بها لغة وشعراً، وسيرة ورواية، وبيان أوضاعها وأشكالها، ورسماً مصوراً للنعال.

## تقسيم الكتاب

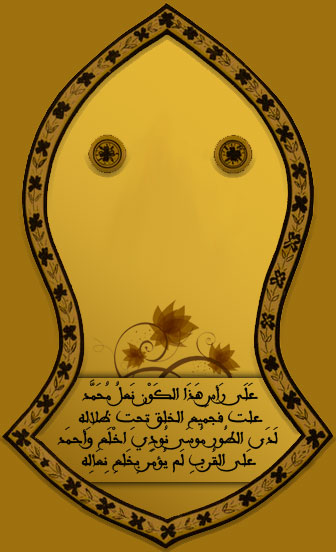
رسم يبيّن شكل نعل النبي محمد كما نقله المقري في كتابه

جعل المقري هذا الكتاب في فاتحة وأربعة أبواب وخاتمة:
- الفاتحة: في معنى النعل والقبال والشراك والشسع في اللغة.
- الباب الأول: في بعض ما ورد في النعال الشريفة من الأحاديث النبوية.
- الباب الثاني: في صفة المثال الحاكي لنعال النبي صلى الله عليه وسلم، لبعض أئمة الإسلام.
- الباب الثالث: في إيراد نبذة من المقطعات الرائقة والقصائد الفائقة المقولة في المثال المعظم.
- الباب الرابع: في جملة من خواص المثال المجربة ومنافعه المنقولة.
- الخاتمة: تشتمل على زبدة ما يتعلق بالنعال والمثال.